# 金郷村
金郷村（かなごうむら）は茨城県久慈郡にかつて存在した村である。

## 地理
- 旧金砂郷町の西部、現在の常陸太田市の西部に位置する。
- 村域は阿武隈高地の一部に位置し、ほとんど山がちな地形である。
- 村は久慈川の支流が流れている。

## 歴史

### 村域の変遷
- 1889年（明治22年）4月1日 - 町村制施行により、千寿村・大方村・岩手村・竹合村・中利員村・下利員村・高柿村・箕村が合併し久慈郡金郷村が発足。
- 1955年（昭和30年）4月15日 - 金郷村は久米村・郡戸村・金砂村 ととも合併し金砂郷村が発足。金郷村は消滅。

変遷表
| 1868年 以前 | 1868年 以前 | 明治22年 4月1日 | 昭和30年 4月15日 | 平成5年 11月1日 | 平成16年 12月1日  | 現在       |
| ----------- | ----------- | --------------- | ---------------- | --------------- | ----------------- | ---------- |
|             | 千寿村      | 金郷村          | 金砂郷村         | 町制            | 常陸太田市 に編入 | 常陸太田市 |
|             | 大方村      | 金郷村          | 金砂郷村         | 町制            | 常陸太田市 に編入 | 常陸太田市 |
|             | 岩手村      | 金郷村          | 金砂郷村         | 町制            | 常陸太田市 に編入 | 常陸太田市 |
|             | 竹合村      | 金郷村          | 金砂郷村         | 町制            | 常陸太田市 に編入 | 常陸太田市 |
|             | 中利員村    | 金郷村          | 金砂郷村         | 町制            | 常陸太田市 に編入 | 常陸太田市 |
|             | 下利員村    | 金郷村          | 金砂郷村         | 町制            | 常陸太田市 に編入 | 常陸太田市 |
|             | 高柿村      | 金郷村          | 金砂郷村         | 町制            | 常陸太田市 に編入 | 常陸太田市 |
|             | 箕村        | 金郷村          | 金砂郷村         | 町制            | 常陸太田市 に編入 | 常陸太田市 |

## 人口・世帯

### 人口
総数 [単位： 人]
| 1891年（明治24年） | 2,706 |
| 1920年（大正 9年） | 3,439 |
| 1935年（昭和10年） | 3,609 |
| 1950年（昭和25年） | 4,633 |

### 世帯
総数 [単位： 世帯]
| 1920年（大正 9年） | 763 |
| 1935年（昭和10年） | 729 |
| 1950年（昭和25年） | 858 |

## 出身・ゆかりのある人物
- 青山八郎右衛門（薬種商、オットセイ本舗主、旧姓・茅根）